# Noventa di Piave
Noventa di Piave település Olaszországban, Veneto régióban, Velence megyében. Lakosainak száma 6978 fő (2023. január 1.). Noventa di Piave Fossalta di Piave, Salgareda, San Donà di Piave és Zenson di Piave községekkel határos.

## Népesség
A település népességének változása:
| Lakosok száma | 6974 | 6984 | 6978 |
|               | 2017 | 2022 | 2023 |